# Европско првенство у фудбалу 2024 — група А
Група А на Европском првенству 2024. одржана је од 14. до 23. јуна 2024. у четири града у Њемачкој: Минхену, Келну, Штутгарту и Франкфурту. У групи су играли Њемачка, Шкотска, Мађарска и Швајцарска. Двије првопласиране репрезентације пласирале су се међу најбољих 16, док су у елиминациону фазу прошле и четири најбоље трећепласиране репрезентације од укупно шест.
Побједник групе А играо је у осмини финала са другопласираним из групе Ц, док је другопласирани из групе А играо против другопласираног из групе Б. Трећепласирани из групе А је могао у осмини финала да игра против побједника група Б, Е и Ф.
Њемачка је завршила на првом мјесту са двије побједе и једним ремијем и освојених седам бодова, Швајцарска је завршила на другом мјесту са пет бодова, Мађарска на трећем са три, а Шкотска на четвртом са једним бодом. Њемачка и Швајцарска су се пласирале у елиминациону фазу, док Мађарска није завршила међу четири најбоље трећепласиране репрезентације и испала је.

## Тимови
| Позиција на жријебу | Тим        | Шешир | Начин Квалификовања      | Датум Квалификовања | Укупно наступа | Последњи наступ | Најбољи резултат               | Квалификациони ренкинг Новембар 2023. | ФИФА ренкинг Април 2024. |
| ------------------- | ---------- | ----- | ------------------------ | ------------------- | -------------- | --------------- | ------------------------------ | ------------------------------------- | ------------------------ |
| А1                  | Њемачка    | 1     | Домаћин                  | 27. септембар 2018. | 14.            | 2020            | Побједник (1972, 1980, 1996)   | Н/Д                                   | 16                       |
| А2                  | Шкотска    | 3     | Другопласирани у Групи А | 15. октобар 2023.   | 4.             | 2020            | Групна фаза (1992, 1996, 2020) | 13                                    | 39                       |
| А3                  | Мађарска   | 2     | Побједник Групе Г        | 16. новембар 2023.  | 5.             | 2020            | Треће мјесто (1964)            | 6                                     | 26                       |
| А4                  | Швајцарска | 4     | Другопласирани у Групи И | 18. новембар 2023.  | 6.             | 2020            | Четвртфинале (2020)            | 20                                    | 19                       |

## Резултати

### Прво коло

#### Њемачка—Шкотска
| Њемачка                                                                 | 5 : 1     | Шкотска           |
| ----------------------------------------------------------------------- | --------- | ----------------- |
| Вирц 10’ · Мусијала 19’ · Хаверц 45+1’ (пен.) · Филкруг 68’ · Џан 90+3’ | Извјештај | Ридигер 87’ (аг.) |

| Њемачка | Шкотска |

#### Мађарска—Швајцарска
| Мађарска  | 1 : 3     | Швајцарска                          |
| --------- | --------- | ----------------------------------- |
| Варга 66’ | Извјештај | Дуа 12’ · Ебишер 45’ · Емболо 90+3’ |

| Мађарска | Швајцарска |

### Друго коло

#### Њемачка—Мађарска
| Њемачка                     | 2 : 0     | Мађарска |
| --------------------------- | --------- | -------- |
| Мусијала 22’ · Гундоган 67’ | Извјештај |          |

| Њемачка | Мађарска |

#### Шкотска—Швајцарска
| Шкотска        | 1 : 1     | Швајцарска |
| -------------- | --------- | ---------- |
| Мактоминеј 13’ | Извјештај | Шаћири 26’ |

| Шкотска | Швајцарска |

### Треће коло

#### Швајцарска—Њемачка
| Швајцарска | 1 : 1     | Њемачка       |
| ---------- | --------- | ------------- |
| Ндоје 28’  | Извјештај | Филкруг 90+2’ |

| Швајцарска | Њемачка |

#### Шкотска—Мађарска
| Шкотска | 0 : 1     | Мађарска     |
| ------- | --------- | ------------ |
|         | Извјештај | Чобот 90+10’ |

| Шкотска | Мађарска |

## Табела и статистика
| Мјесто | Екипа       | Играно | Побједа | Неријешено | Пораза | Дао гол. | При. гол. | Гол-разлика | Бодови |
| ------ | ----------- | ------ | ------- | ---------- | ------ | -------- | --------- | ----------- | ------ |
| 1.     | Њемачка (Д) | 3      | 2       | 1          | 0      | 8        | 2         | +6          | 7      |
| 2.     | Швајцарска  | 3      | 1       | 2          | 0      | 5        | 3         | +2          | 5      |
| 3.     | Мађарска    | 3      | 1       | 0          | 2      | 2        | 5         | −3          | 3      |
| 4.     | Шкотска     | 3      | 0       | 1          | 2      | 2        | 7         | −5          | 1      |

## Фер-плеј
Поени за фер-плеј користе се за одлучивање мјеста на табели у случају истог броја бодова и исте гол-разлике. Тим с мањим бројем негативних поена заузима више мјесто на табели. Поени се рачунају на основу добијених жутих и црвених картона у свакој утакмици групне фазе по следећем принципу:
- жути картон — минус 1 поен;
- други жути картон (индиректан црвени картон) — минус 3 поена;
- директан црвени картон — минус 3 поена;
- жути картон, а затим директан црвени картон — минус 4 поена.

Само једна казна се примјењује за истог играча на једној утакмици.
| Тим        | 1. коло     | 1. коло                       | 1. коло  | 1. коло                | 2. коло     | 2. коло                       | 2. коло  | 2. коло                | 3. коло     | 3. коло                       | 3. коло  | 3. коло                | Поени |
| Тим        | Жути картон | Yellow card · Yellow-red card | Red card | Yellow card · Red card | Жути картон | Yellow card · Yellow-red card | Red card | Yellow card · Red card | Жути картон | Yellow card · Yellow-red card | Red card | Yellow card · Red card | Поени |
| ---------- | ----------- | ----------------------------- | -------- | ---------------------- | ----------- | ----------------------------- | -------- | ---------------------- | ----------- | ----------------------------- | -------- | ---------------------- | ----- |
| Њемачка    | 2           |                               |          |                        | 2           |                               |          |                        | 1           |                               |          |                        | −5    |
| Швајцарска | 3           |                               |          |                        | 2           |                               |          |                        | 3           |                               |          |                        | −8    |
| Шкотска    | 1           |                               | 1        |                        | 3           |                               |          |                        | 1           |                               |          |                        | −8    |
| Мађарска   | 2           |                               |          |                        | 4           |                               |          |                        | 5           |                               |          |                        | −11   |

1. ↑  Укључујући и картоне које су добили чланови техничког особља тима.